# نيل أندرسون (ملاح)
نيل أندرسون (بالإنجليزية: Neil Anderson)‏ هو ملاح نيوزيلندي، ولد في 5 أبريل 1927 في هاستينجس في نيوزيلندا، وتوفي في 5 يونيو 2010 في ويلينغتون في نيوزيلندا.